# Rocher gravé de Fornols
Le rocher gravé de Fornols est un site d'art rupestre situé sur la commune de Campôme, dans le département des Pyrénées-Orientales, dans la région Occitanie, en France. Il comporte un ensemble de gravures rupestres attribuées au Magdalénien récent. Il s'agit du seul témoignage connu d'art rupestre de plein-air daté du Paléolithique sur le territoire français, et l'un des rares en Europe avec les sites d'art rupestre préhistorique de la vallée de Côa, au  Portugal, et son pendant de Siega Verde, en Espagne.

## Historique
Le rocher gravé de Fornols a été découvert en 1983 par Jean Abélanet, alors conservateur du musée de Tautavel, dans les Pyrénées-Orientales. Il prévint aussitôt le préhistorien Dominique Sacchi, qui en réalisa l'étude et procéda à des relevés et des moulages.

## Description
Haut de 2,30 m et large de 3,90 m à la base, il comporte 17 représentations animales et 23 figures géométriques (chevrons, zigzags, réticulés, clatriformes). Les espèces les plus fréquemment représentées sont le bouquetin des Pyrénées et l'isard. Deux figures d'oiseaux sont également présentes : il s'agit probablement d'un vautour et d'un grèbe castagneux. Sur des bases stylistiques, les figurations animales de Fornols sont attribuées au Magdalénien final.

## Protection
Le rocher gravé de Fornols a été inscrit à l'inventaire supplémentaire des monuments historiques en 1990. Il a fait l'objet d'un classement à l'inventaire des monuments historiques le 26 février 2008.

## Galerie

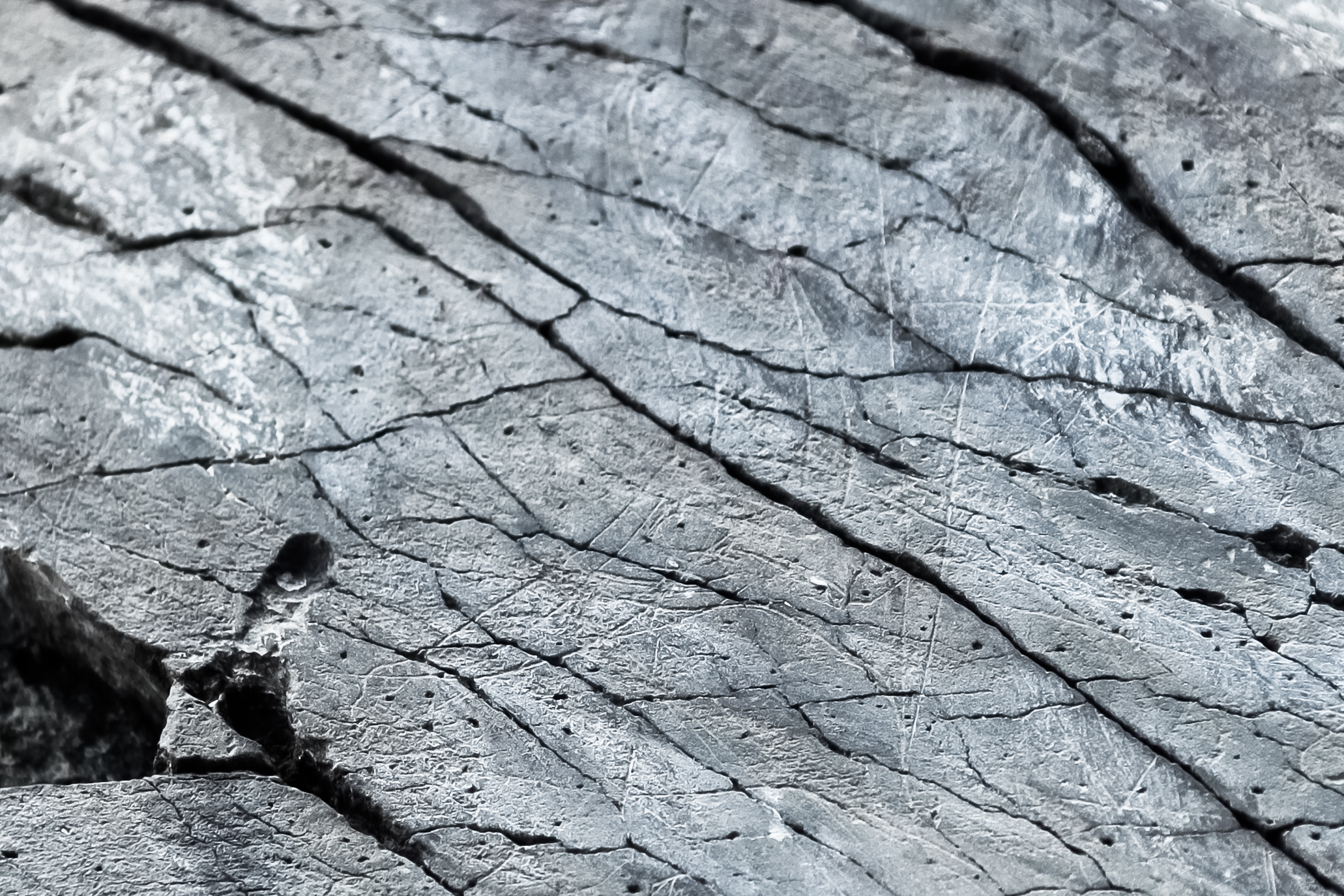
Tête d'isard.
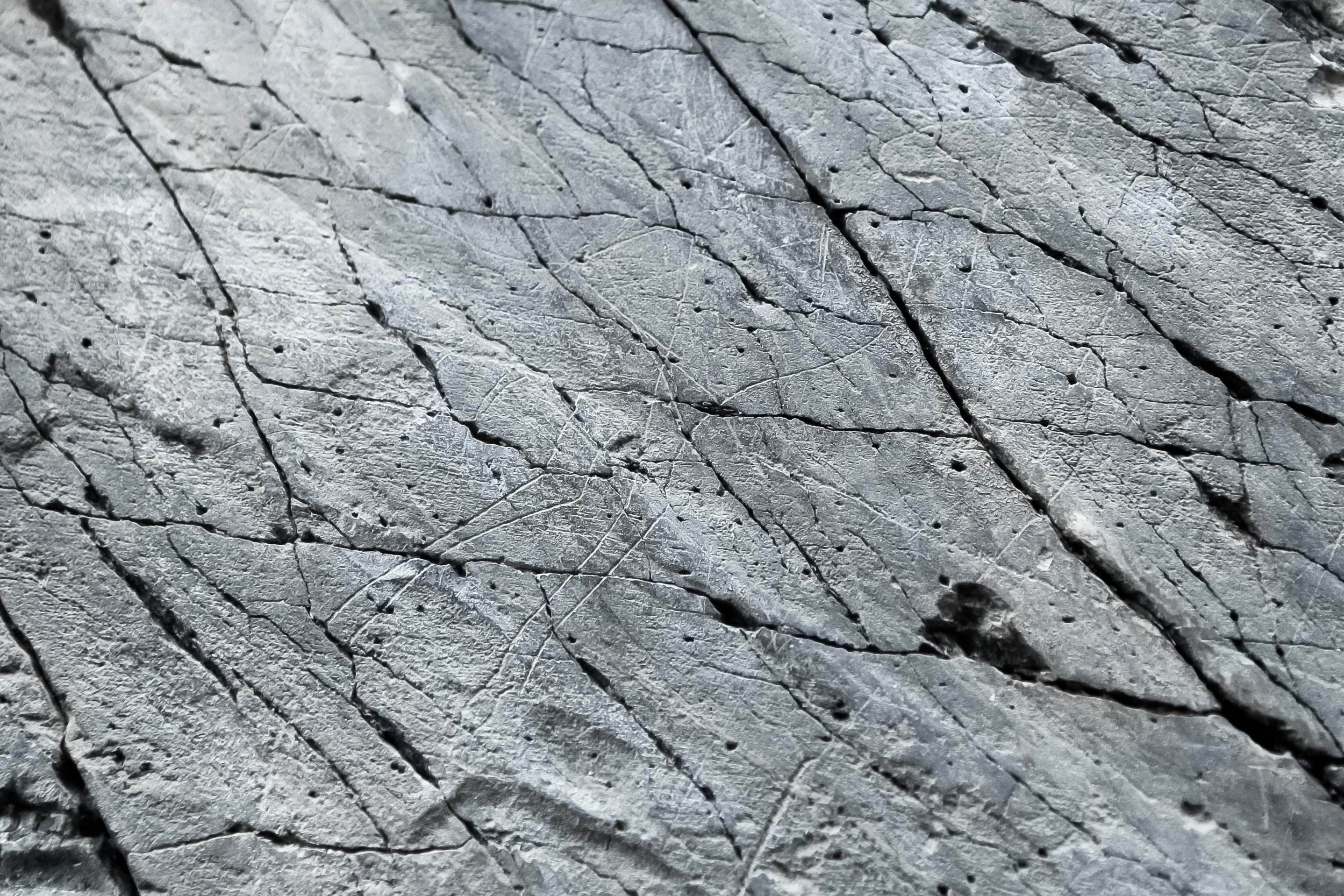
Arrière-train d'isard mâle.
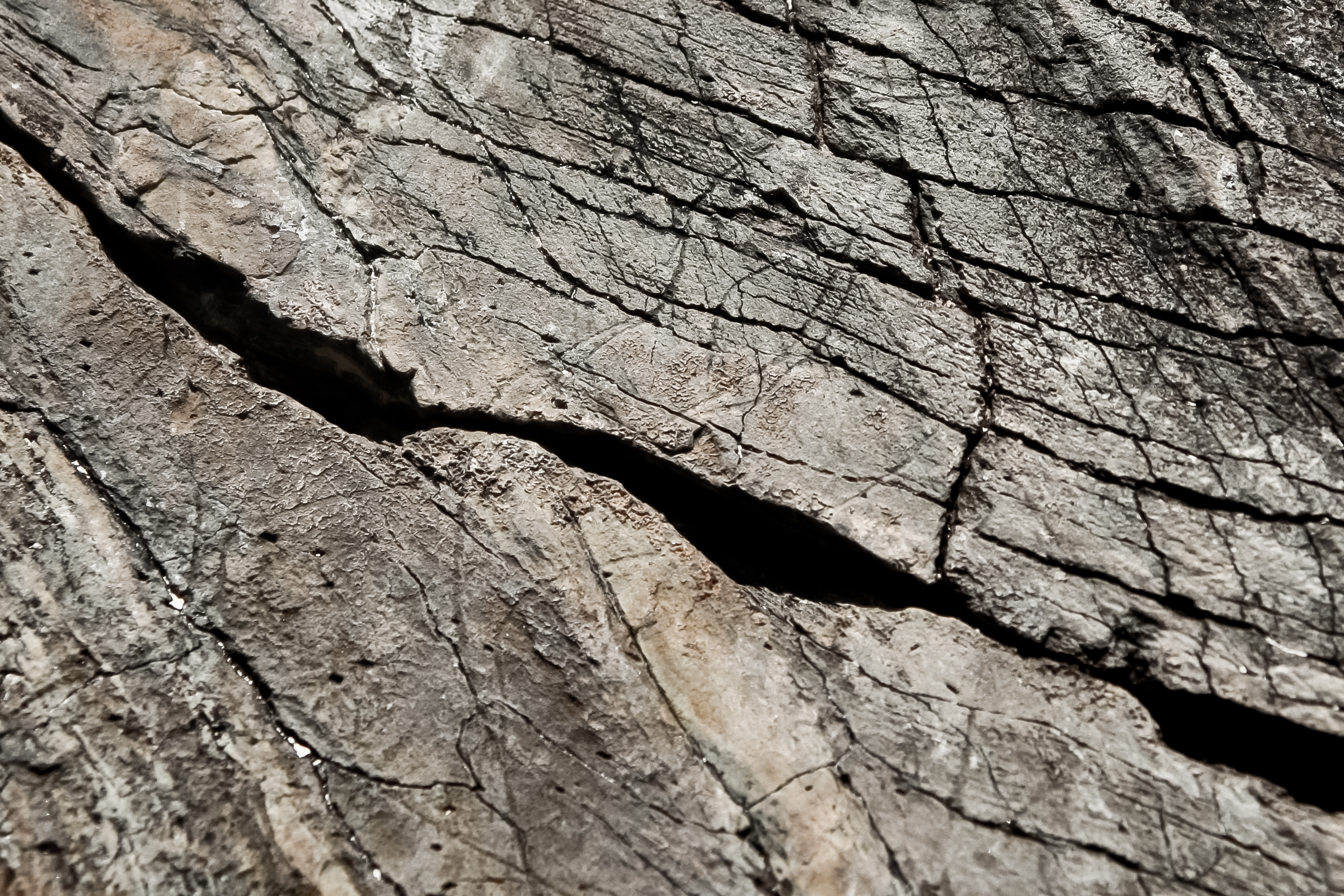
Tête de vautour fauve.
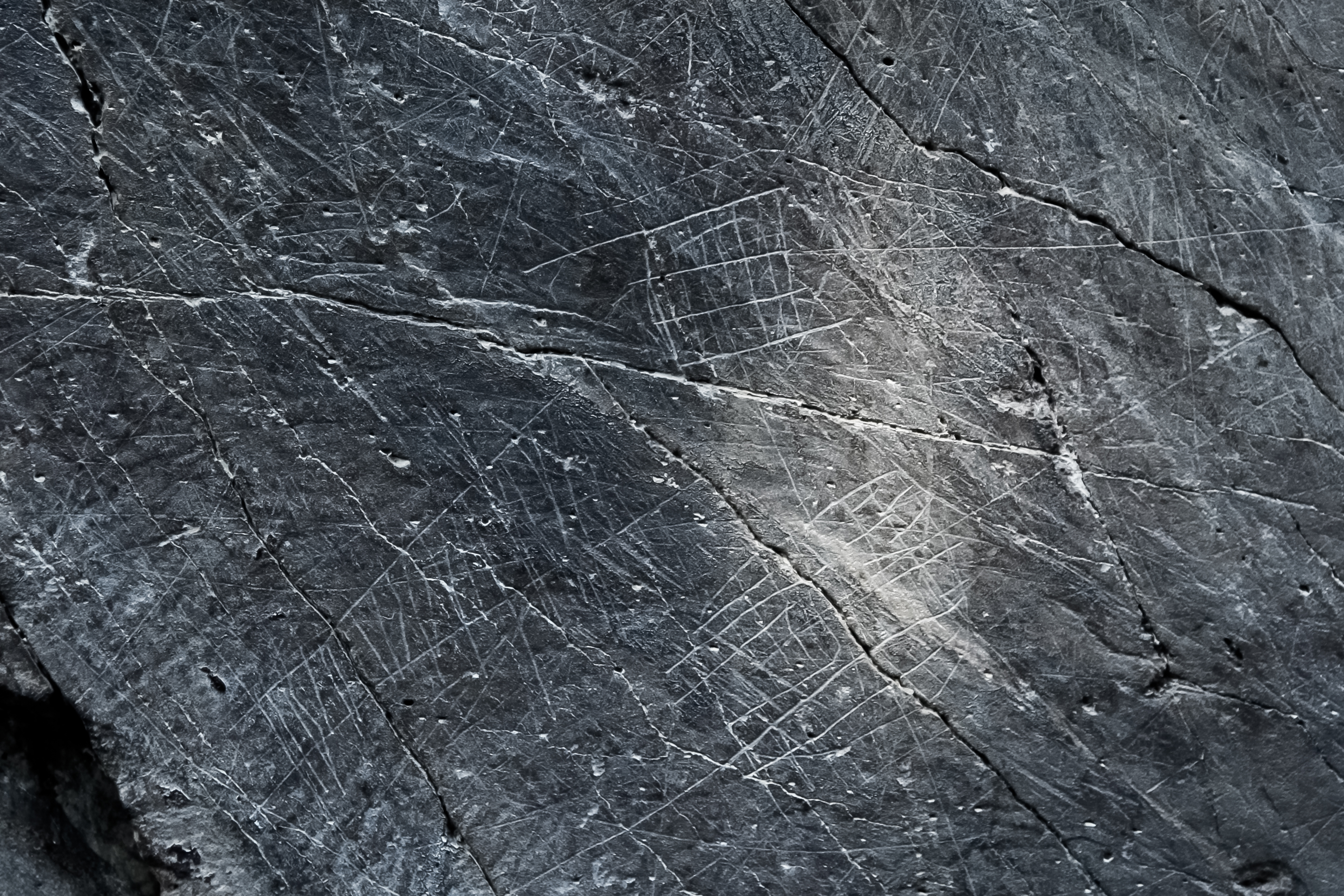
Motifs géométriques.
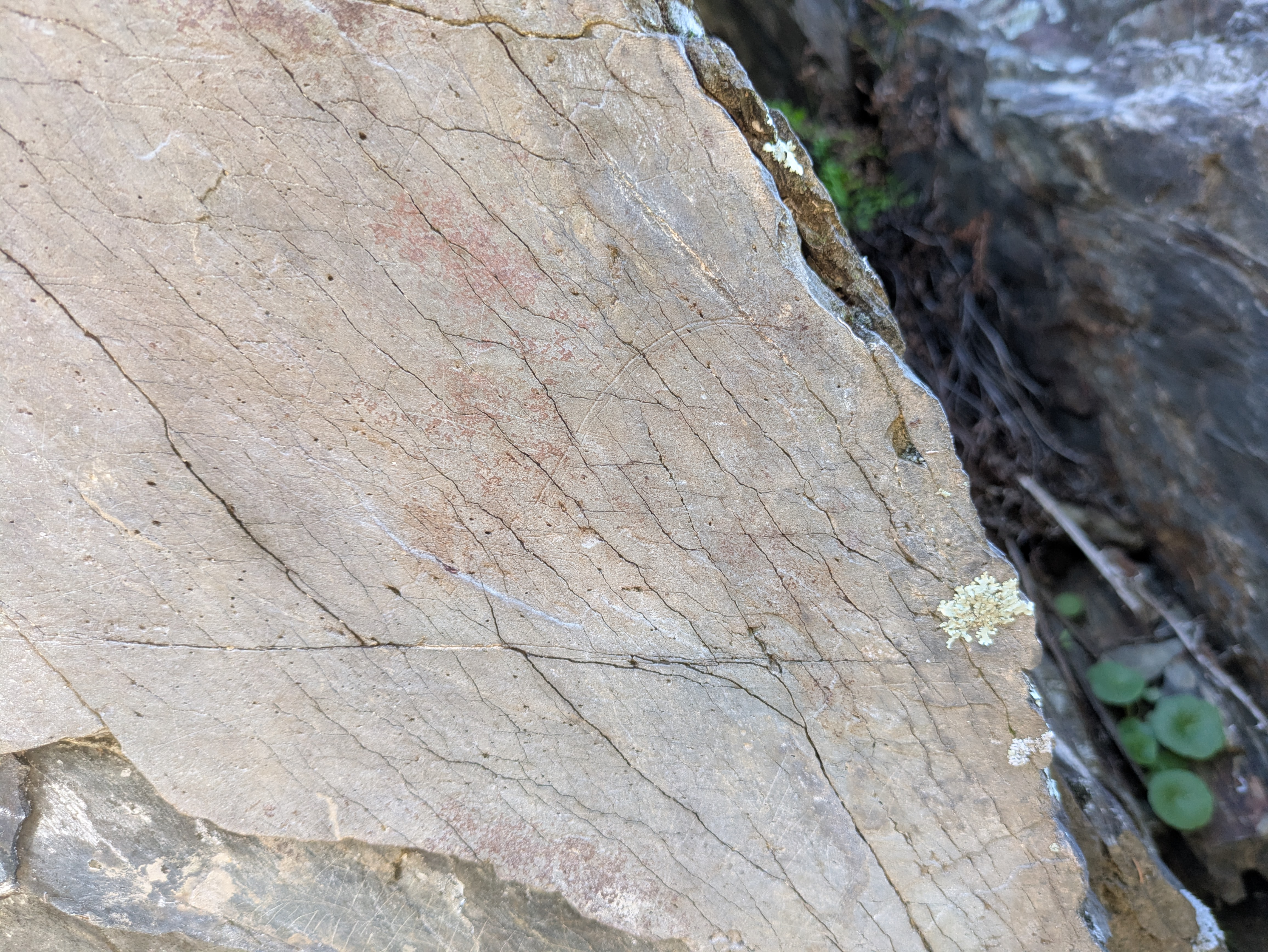
Avant train de bouquetin mâle.